# Gad

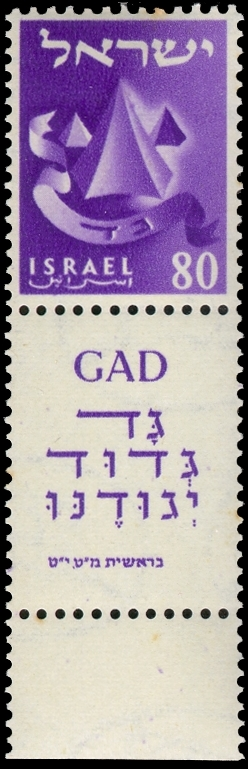
Símbolo de la tribu de Gad. Inscripción hebrea: "A Gad salteadores lo asaltarán, [mas él asaltará su retaguardia]" Génesis 49:19).

Mapa con las doce tribus israelitas, 1200-1050 a. C. El territorio de la Tribu de Gad figura al este del río Jordán, en color verde eucaliptus.

Gad (del hebreo: גד ; "suerte") fue el séptimo hijo de Jacob y el primer hijo de Zilpa, criada de Lea, primera esposa de Jacob. Fue líder de una de las doce Tribus de Israel.

## Gad (profeta)
Gad es también uno de los profetas de la corte del Rey David (1010-970) durante el reino unificado de Israel.
Se conoce muy poco de la biografía de este profeta sin libro propio. Parece cercano al entorno de la corte de Jerusalén y su acción discurre entre Moab, el Reino de Israel y el Reino de Judá. Sus consejos se narran en el Primer libro de Samuel: 1 Sam 22, 1-6 y 2 Sam 24 1-25.
Aconseja a David que vuelva a Judá tras huir de Saúl (1 Sam 22, 5). Posteriormente, anuncia un castigo de Yavé al rey por haber mandado el censo del pueblo. David confiesa su pecado y Gad le ofrece elegir entre tres formas de castigo: siete años de hambre, tres meses de derrotas o tres días de peste. Finalmente, David se sacrifica por su pueblo y elige la peste para sí y su casa. Tras el castigo, el profeta permite al rey construir un altar a Yavé, símbolo de su reconciliación y se apartó la peste de Israel (2 Sam 24, 11-25).
El libro perdido del profeta Gad
El Libro del profeta Gad es un texto perdido atribuido al profeta Gad. Es descrito, junto al también perdido Libro de Natán el profeta, en 1 Crónicas 29,29.
Es posible que estos tres textos se unieran para formar los dos libros de Samuel que se conservan.
El libro perdido de Gad es también llamado Hechos de Gad el profeta.
| Predecesor: Samuel | Profeta de Israel Durante el reinado de David | Sucesor: Natán (profeta) |